# Monbrun
Monbrun település Franciaországban, Gers megyében. Lakosainak száma 405 fő (2022. január 1.). Monbrun Encausse, Bellegarde-Sainte-Marie, Beaupuy, L’Isle-Jourdain, Roquelaure-Saint-Aubin és Thoux községekkel határos.

## Népesség
A település népességének változása:
| Lakosok száma | 238  | 198  | 176  | 300  | 368  | 382  | 385  | 394  | 404  | 405  |
|               | 1968 | 1982 | 1990 | 2006 | 2013 | 2015 | 2017 | 2019 | 2020 | 2022 |